# Митищинський машинобудівний завод
ВАТ «Митищинський машинобудівний завод» — одне з провідних підприємств Росії, що працюють в галузі транспортного машинобудування. З 12 травня 2009 року підприємство створено на базі спеціального виробництва ВАТ «Метровагонмаш» як самостійне підприємство.
До 2009 року перебував у складі вагонобудівного заводу (який до 1992 року називався Митищинський машинобудівний завод).
Одним з головних конструкторів підприємства (ОКБ-40) у напрямку бронетанкової техніки був Микола Олександрович Астров.
Підприємство розташоване в м. Митищі (Московська область).

## Історична довідка
Митищинський машинобудівний завод був заснований в 1897 у місті Митищі Московської губернії. Його засновниками стали спадковий почесний громадянин Савва Мамонтов, дворянин Костянтин Арцибушев і громадянин Північно-Американських Сполучених штатів, тимчасовий Московської 1-ї гільдії купець, інженер Олександр Барі, які в грудні 1895 представили в Міністерство фінансів Росії проект «Московського акціонерного товариства вагонобудівного заводу». 2 січня 1896 Комітет міністрів дозволив «установу зазначеної Компанії», а її Статут був затверджений Миколою II.
У 1916 році під Москвою в районі Митищ на території колишнього маєтку Перлова акціонерне товариство "Британська інженерна компанія Сибіру «Бекос» в партнерстві з урядом Росії почало будівництво «Казенного Заводу Військових Самоходів» за проектом Лео Сірка.

САУ СУ-76 встановлена поряд з Митищінським машинобудівним заводом

З початком Німецько-радянської війни підприємство стало танкоремонтним заводом № 592. На нього доставлялися і на ньому ремонтувалися трофеї Робітничо-Селянської Червоної Армії: танки, бронеавтомобілі і САУ Третього Рейху. З причини великої потреби Червоної Армії в самохідній артилерії конструкторське бюро заводу розробило на базі німецького середнього танка Panzerkampfwagen III САУ СГ-122 і СУ-76И. Перша з них була випущена дрібною серією у 27 одиниць, а виробництво другої передали на завод № 37 в Москві. Причиною стало розпорядження Державного Комітету Оборони про організацію в Митищах випуску легкого танка Т-80. Завод отримав додаткове обладнання, фахівців та новий номер: № 40. У жовтні 1943 року легкий танк Т-80 був знятий з конвеєра на користь збільшення випуску самохідних артилерійських установок СУ-76. У 1945 році освоєно виробництво гусеничних тягачів. За зразкове виконання завдань для фронту підприємство було нагороджено орденом Вітчизняної війни I ступеня, на вічне зберігання йому було передано перехідний прапор Державного Комітету Оборони.
З 1947 року завод розпочав випуск на шасі вантажівки ЗІС-5В самоскида ЗІС-ММЗ-05. Надалі ММЗ став найбільшим виробником самоскидів на шасі ЗІС/ЗІЛ. Обсяги виробництва в 70-80-х роках досягали 200 самоскидів на добу (близько 50 тис./рік). У 90-х обсяги виробництва через кризу російського автопрому впали до 1-1,5 тис. самоскидів на рік. У 1972 році на заводі вперше в країні були розроблені і серійно освоєні вантажні причепи до легкових автомобілів.

### Нагороди
За освоєння виробництва автомобільної техніки в 1971 році підприємство нагороджене орденом Жовтневої революції. У 1975 році сімейству телескопічних гідроциліндрів для самоскидів присуджена Велика золота медаль Міжнародного Лейпцігського ярмарку.
За створення сімейства швидкісних гусеничних шасі «Митищинській машинобудівний завод» отримав три Державні премії країни (1951, 1978, 1996 гг.).

## Напрямки діяльності

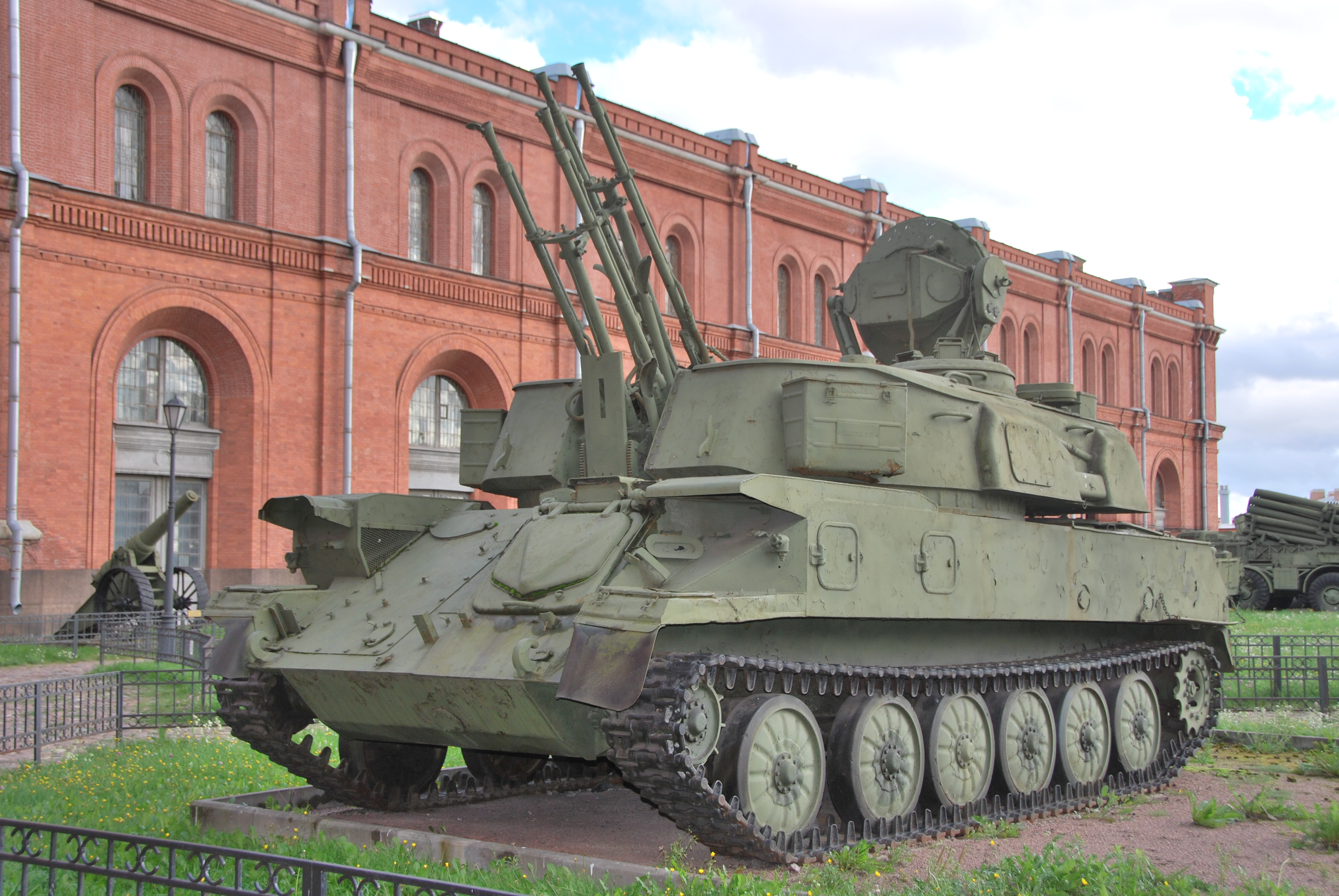
Зенітна самохідна установка ЗСУ-23-4 «Шилка» в Артилерійському музеї Санкт-Петербурга

Завод виробляє гусеничні шасі спеціального призначення.
Завод виробляв/виробляє автомобільну техніку

### Модельний ряд гусеничні шасі ММЗ
- АТП-1 — проект напівброньованого артилерійського тягача
- АТ-П — легкий напівброньований гусеничний артилерійський тягач
- АСУ-57 (Об'єкт 572)
- Об'єкт 574 — легкоброньована самохідна артилерійська установка АСУ-57П, розроблена в ДКБ ММЗ (варіант К-73)
- БСУ-11-57Ф — дослідна радянська десантована протитанкова САУ на базі десантованої самохідної протитанкової гармати АСУ-76 з іншою гарматою.
- ЗСУ-37
- ЗСУ-23-4 «Шилка»
АСУ-85
- ГМ-568, ГМ-578 для ЗРК 2К12 «Куб»
- ГМ-569 — базова гусенична машина
- ГМ-569, ГМ-577, ГМ-579 для ЗРК «Бук-М1-2», «Бук-М2»
- ГМ-5955 для ЗРК «Тор-М1»
- ГМ-5975 для ЗРК «Тунгуска-М1».
- ГМ-575
- ГМ-567А
- ГМ-562
- ГМ-5959
- ГМ-5951
- ГМ-5952

### Модельний ряд автопродукції ММЗ
- Автомобілі-самоскиди
ЗІС-ММЗ-05 (він же ЗІС-19 або СМ-1) — будівельний самоскид на шасі ЗІС-5. Випускався на ММЗ у 1947—1949 роках.
ЗІС-ММЗ-585 — будівельний самоскид на шасі ЗІС-150. Випускався у 1950—1955 роках.
ЗІС-ММЗ-585Б — будівельний самоскид на шасі ЗІС-150В. Випускався у 1955—1958 роках.
ЗІС-ММЗ-585В — будівельний самоскид на шасі ЗІС-150В. Випускався у 1955—1957 роках.
ЗІС-ММЗ-585Д — сільськогосподарський самоскид з дерев'яно-металевим кузовом на шасі ЗІС-150В. Випускався у 1955—1958 роках.
ЗІС-ММЗ-585Е — сільськогосподарський самоскид з суцільнометалевим кузовом на шасі ЗІЛ-150В. Випускався у 1955—1957 роках.
ЗІЛ-ММЗ-585И — будівельний самоскид на шасі ЗІЛ-164Г. Випускався у 1957—1961 роках.
ЗІЛ-ММЗ-585К — сільськогосподарський самоскид на шасі ЗІЛ-164Г. Випускався у 1957—1961 роках.
ЗІЛ-ММЗ-585Л — будівельний самоскид на шасі ЗІЛ-164АГ. Випускався у 1961—1965 роках.
ЗІЛ-ММЗ-585М — сільськогосподарський самоскид на шасі ЗІЛ-164АГ. Випускався у 1961—1965 роках.
ЗІЛ-ММЗ-553 — бетоновоз на шасі ЗИЛ-164.
ЗІЛ-ММЗ-554 — сільськогосподарський самоскид з тристороннім розвантаженням на шасі ЗІЛ-130Б2.
ЗІЛ-ММЗ-554М — сільськогосподарський самоскид на шасі ЗІЛ-130Б2-76 (ЗІЛ-495710)
ЗІЛ-ММЗ-555 — будівельний самоскид на шасі ЗІЛ-130Д1. Випускався у 1964—1981 роках.
ЗІЛ-ММЗ-2502 — будівельний самоскид на шасі ЗИЛ-5301БО.
ЗІЛ-ММЗ-4501 — будівельний самоскид на шасі ЗІЛ-130 (дослідний).
ЗІЛ-ММЗ-4502 — будівельний самоскид на шасі ЗІЛ-130Д1. Випускався у 1976—1987 роках.
ЗІЛ-ММЗ-4505 — будівельний самоскид на шасі ЗІЛ-495810. Випускався у 1987 роках.
ЗІЛ-ММЗ-45065 — сільськогосподарський самоскид на шасі ЗИЛ-494560 (ЗИЛ-494582).
ЗІЛ-ММЗ-45085 — будівельний самоскид на шасі ЗІЛ-494560 (ЗІЛ-494582).
ЗІЛ-ММЗ-4516 — сільськогосподарський самоскид на шасі ЗІЛ-133Д42.
ЗІЛ-ММЗ-4520 — будівельний самоскид на шасі ЗІЛ-133Д42.
- Сідельні тягачі
ЗІЛ-ММЗ-164Н — сідельний тягач на базі ЗІЛ-164. Випускався у 1957—1961 годах.
ЗІЛ-ММЗ-164АН — сідельний тягач на базі ЗІЛ-164А. Випускався у 1961—1965 годах.
- Напів-причепи
ММЗ-584 — бортовий напів-причіп.
- Причепи
ММЗ-887
- Причепи для легкових автомобілів
ММЗ-8176
ММЗ-8102, -81021, -81024 (выпускались с 1973 по 1998 год)
- Техніка військового призначення
- Техніка сільськогосподарського призначення
- Комунальна техніка
ММЗ-49522 — бункерний сміттєвоз.
ЗІЛ-ММЗ-582200 — евакуатор на шасі ЗІЛ-5301.

| Продукція                                                                        | Марка                                                                            | 2006 | 2007 | 2008 | 2010 | 2011 | Фото                 |
| -------------------------------------------------------------------------------- | -------------------------------------------------------------------------------- | ---- | ---- | ---- | ---- | ---- | -------------------- |
| Самоскидів, бункеровозів і автоевакуаторів на шасі виробництва АМО ЗІЛ і ГУП МАЗ | Самоскидів, бункеровозів і автоевакуаторів на шасі виробництва АМО ЗІЛ і ГУП МАЗ | 887  | 949  | 455  | ?    | ?    | Фотографія 2006 року |

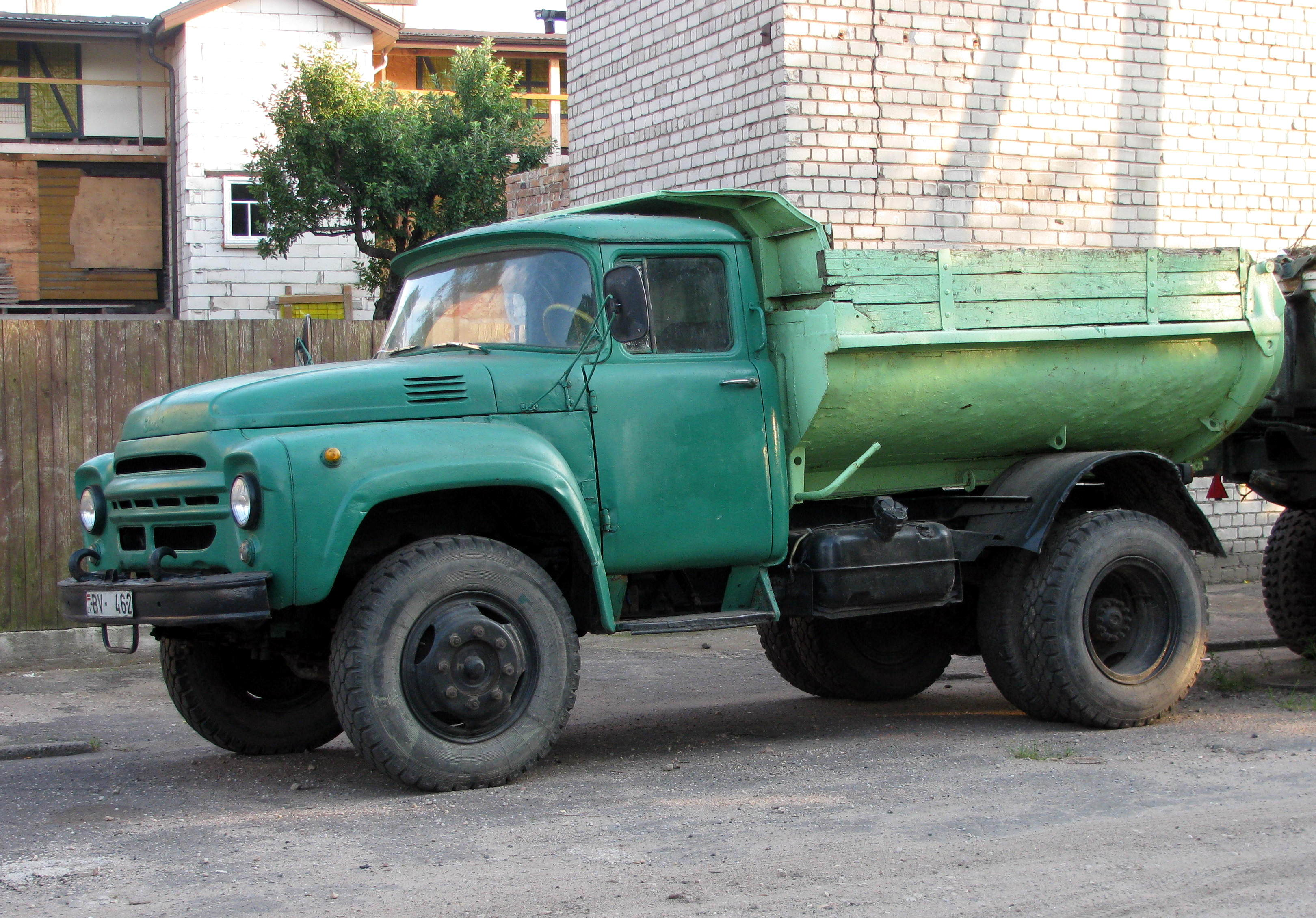
Самоскид ММЗ-555 (на базі ЗІЛ-130)
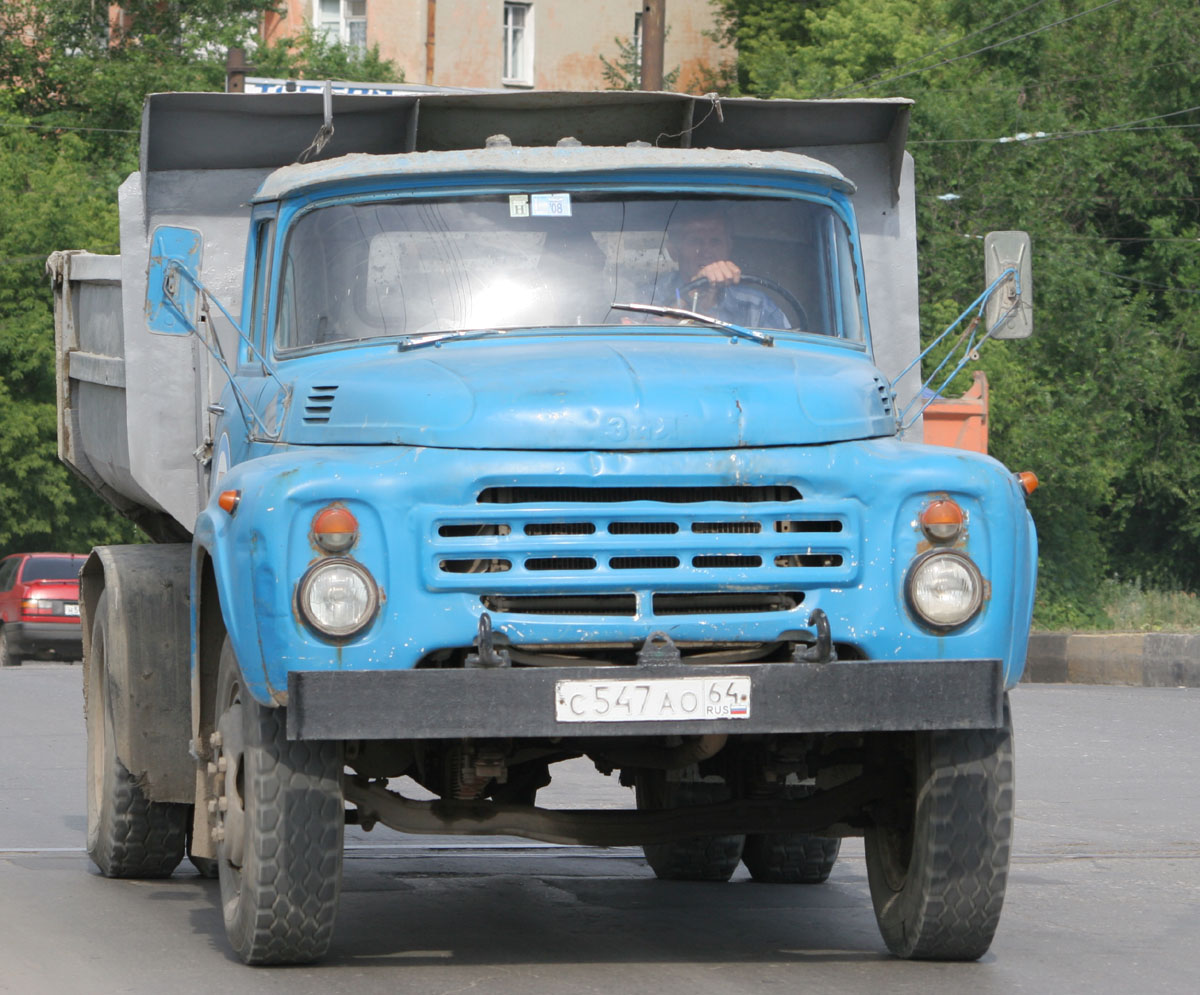
Самоскид ЗІЛ-ММЗ-4505 (на базі ЗІЛ-130)
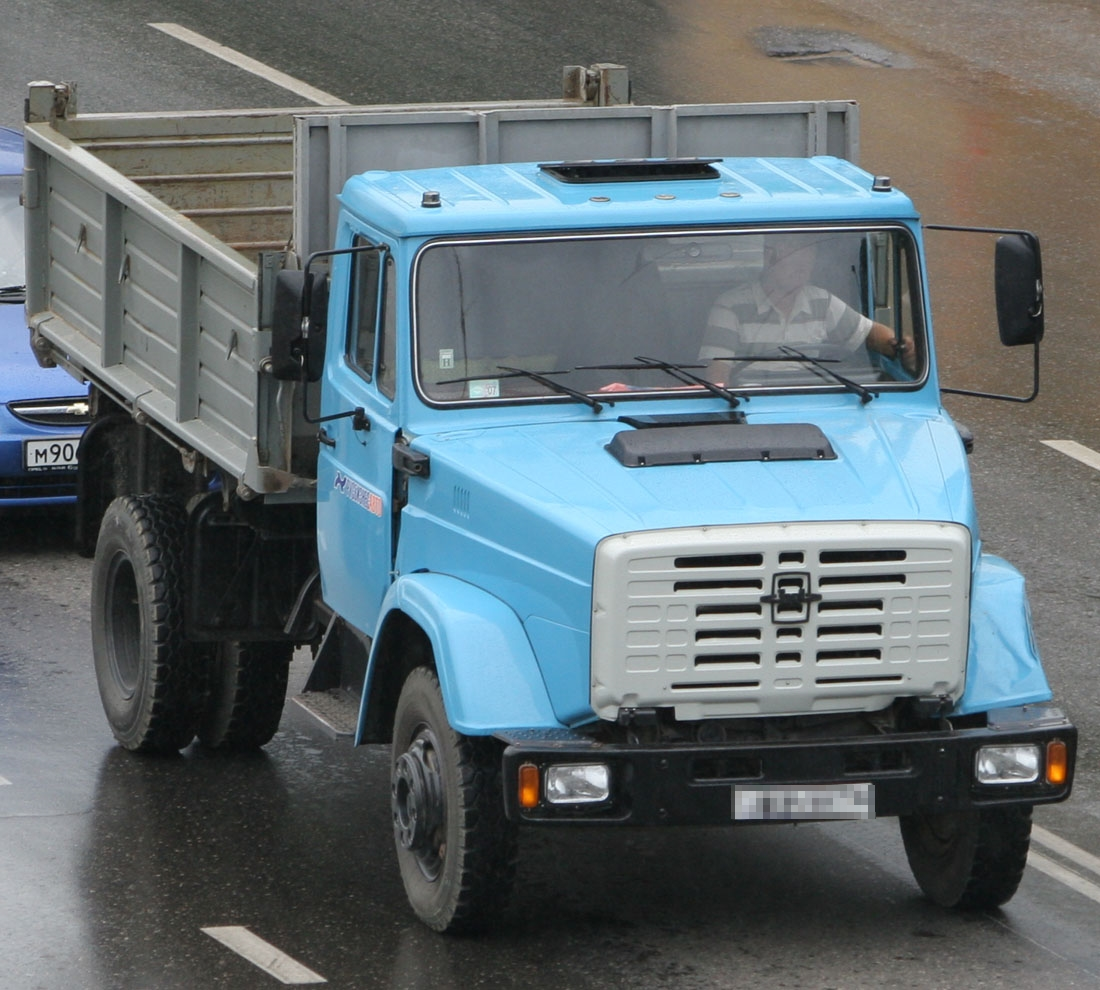
Самоскид ЗІЛ-ММЗ-4506